# Nazhat Shameem Khan
Nazhat Shameem Khan, née à Suva en 1960,, est une juge puis diplomate fidjienne. 

## Biographie
Née d'une mère fidjienne et d'un père originaire de Multan au Pendjab, elle a trois sœurs. Elle étudie le droit au Royaume-Uni, obtenant une licence de droit à l'université du Sussex puis un master en criminologie à l'université de Cambridge. Elle est appelée en 1983 au barreau d'Angleterre et du pays de Galles au Inner Temple à Londres. L'année suivante, elle est admise également au barreau des Fidji, et pratique le métier de barrister (avocate) et procureur dans son pays natal. En 1994, elle est nommée procureur général des Fidji,.
En 1999, elle devient juge à la Haute Cour des Fidji. Avec deux de ses pairs, elle clarifie et harmonise les principes d'application des peines, s'appuyant sur le modèle anglais. En 2009, elle quitte la Cour et devient consultante, proposant des sessions de formation, notamment aux droits de l'homme, pour avocats et autres personnels du domaine judiciaire, ainsi que pour expliquer les principes et les procédures du droit aux journalistes chargés de couvrir les séances des tribunaux,.

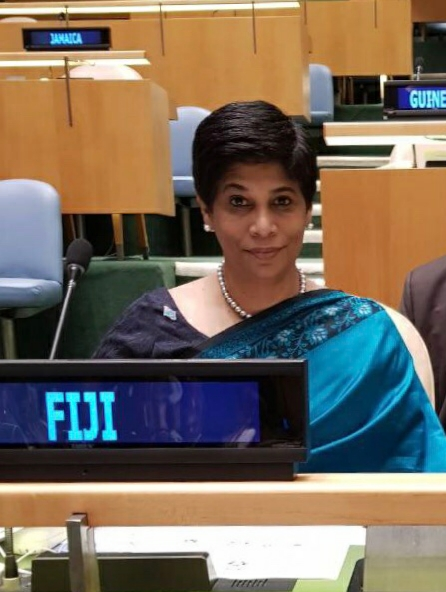
Nazhat Shameem Khan aux Nations unies en 2020.

En 2014, elle est nommée représentante permanente des Fidji aux organes des Nations unies à Genève, lorsque le pays y ouvre une mission diplomatique,. Le 15 janvier 2021, elle est élue présidente du Conseil des droits de l'homme des Nations unies pour l'année 2021. Elle est initialement la seule candidate, mais son engagement reconnu en faveur des droits de l'homme amène la Chine, la Russie et l'Arabie saoudite à s'opposer à sa candidature. Appuyé par ces pays, le Bahreïn présente un candidat contre elle, et l'Ouzbékistan fait de même. Nazhat Shameem Khan est néanmoins élue avec vingt-neuf voix sur quarante-sept, et entre en fonction le jour-même,,.
Sa sœur Shaista Shameem (en), avocate, est la directrice de la Commission des droits de l'homme des Fidji de 2002 à 2009.